# Сафин, Ринат Ибрагимович
Ринат Ибрагимович Сафин (29 августа 1940 года, д. Большие Яки, Зеленодольский район, Татарская АССР — 19 октября 2014 года, Ленинградская область) — советский биатлонист, олимпийский чемпион (1972), четырёхкратный чемпион мира, заслуженный мастер спорта СССР (1969).

## Биография
В биатлоне с 1958 года, выступал за «Динамо» (Ленинград). Тренер — М. И. Мизюкаев.
В 1976 году окончил Ленинградский техникум физической культуры.
Похоронен на Серафимовском кладбище

## Спортивная карьера
- Олимпийский чемпион 1972 в эстафете 4x7,5 км (с Иваном Бяковым, Виктором Маматовым и Александром Тихоновым); в индивидуальной гонке на 20 км занял 19 место.
- 4-кратный чемпион мира: 1969, 1970, 1971, 1973 в эстафете 4x7,5 км.
- Серебряный призёр чемпионатов мира: 1967 в эстафете 4x7,5 км и 1969 в индивидуальной гонке на 20 км.
- Неоднократный чемпион СССР: 1971 в гонке на 20 км; 1967, 1970—1972 в эстафете 4×7,5 км.

## Награды
- орден «Знак Почёта» (03.03.1972)
- медаль «За трудовое отличие» (30.05.1969)

## Примечания

Могила Сафина на Серафимовском кладбище Санкт-Петербурга.